# Estridor
El estridor es un sonido respiratorio agudo resultante del paso turbulento del aire en la laringe o menor en el árbol bronquial. No debe ser confundido con estertor que es un ruido procedente de los bronquios. El estridor es una señal física causada por una vía aérea estrechada u obstruida. Puede ser inspiratorio, espiratorio o bifásico, aunque generalmente se escucha durante la inspiración. El estridor inspiratorio a menudo se produce en los niños con crup. Puede ser indicativo de obstrucción grave de las vías respiratorias en cuadros graves tales como una epiglotitis, un cuerpo extraño alojado en la vía aérea o un tumor de laringe. El tipo de estridor siempre debe tenerse en cuenta para establecer su causa. Puede ser necesaria la visualización de las vías respiratorias por los médicos expertos equipados para controlar la vía aérea. 

## Causas
El estridor puede ser causado por:
- Cuerpos extraños (aspiración de cuerpo extraño, bolo alimenticio aspirado).
- Tumores (papilomatosis laríngea, carcinoma de células escamosas de la laringe, la tráquea o el esófago).
- Leucemia linfoide aguda (los linfocitos T cancerosos se pueden presentar como una masa mediastinal que comprime la tráquea y causa estridor inspiratorio).
- Infecciones (epiglotitis, absceso retrofaríngeo, laringotraqueobronquitis).
- Estenosis subglótica (después de la Intubación prolongada o congénita).
- Edema de las vías respiratorias (a raíz de la instrumentación de la vía aérea, intubación traqueal, efecto secundario de drogas, reacciones alérgicas).
- Hemangioma subglótico (raro).
- Los anillos vasculares de compresión de la tráquea.
- Muchas tiroiditis como Tiroiditis de Riedel.
- Parálisis de las cuerdas vocales.
- Traqueomalacia o traqueobroncomalacia.
- Anomalías congénitas de las vías respiratorias, están presentes en el 87% de todos los casos de estridor en bebés y niños.[1]
- Vasculitis.

## Diagnóstico
El estridor se diagnostica generalmente con base en la historia clínica y el examen físico, con el fin de revelar el problema o cuadro clínico subyacente. Las radiografías de tórax y cuello, broncoscopia, TAC y/o resonancia magnética pueden revelar la patología estructural. La broncoscopia con fibra óptica flexible también puede ser muy útil, sobre todo en la evaluación de la función de las cuerdas vocales o en busca de signos de compresión o infección.

## Tratamiento
Es asunto de discusión médica en el tratamiento del estridor la necesidad de intubación traqueal o traqueotomía inmediata. La reducción en la saturación de oxígeno se considera un signo tardío de la obstrucción de las vías respiratorias, en especial en un niño con pulmones sanos e intercambio gaseoso normal. Algunos pacientes necesitarán intubación traqueal inmediata. Si la intubación se puede retrasar por un tiempo, se debe considerar otras opciones, dependiendo de la gravedad de la situación y otros detalles clínicos. Estas incluyen:
- Conducta expectante con seguimiento completo, oxígeno por mascarilla, y el posicionamiento de la cabeza a 45 a 90 grados).
- Uso de adrenalina nebulizada en casos en que el edema de las vías respiratorias puede ser la causa del trastorno. (Se puede usar codeína nebulizada, pero no junto con adrenalina debido al riesgo de arritmias ventriculares).
- Uso de dexametasona en los casos en que el estridor pueda estar causado por edema de las vías respiratorias.
- Uso de Heliox inhalado (70% de helio, 30% de oxígeno); el efecto es casi instantáneo. El helio, al ser un gas menos denso que el nitrógeno, reduce el flujo turbulento a través de las vías respiratorias. Debe asegurarse siempre una vía respiratoria abierta. En pacientes obesos la elevación del panículo ha demostrado aliviar los síntomas en un 80%.